# 索洛内 (第聂伯罗区)

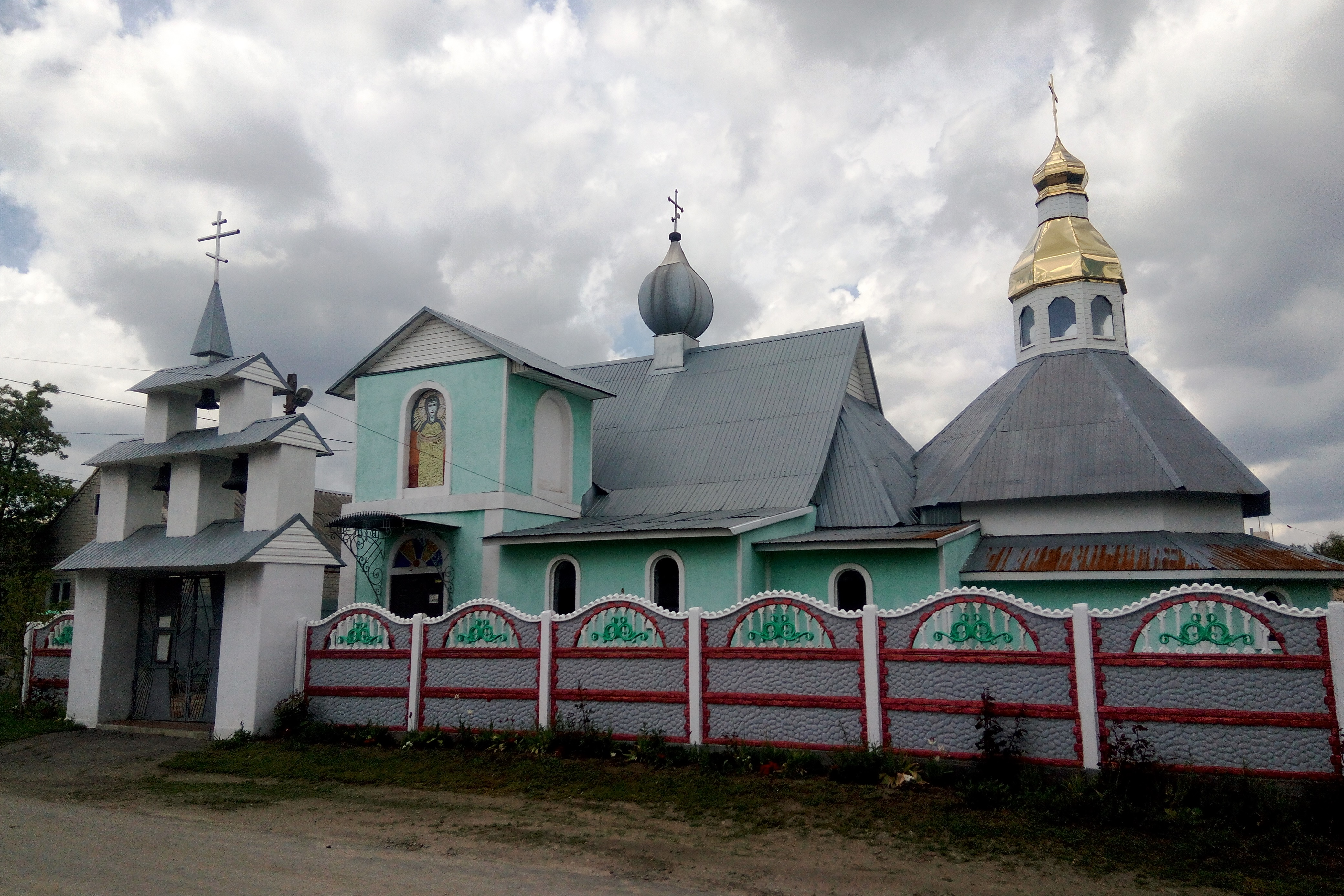
教堂

索洛内（羅馬化：Solone），又按俄语名译为索廖诺耶，是烏克蘭東部第聶伯羅彼得羅夫斯克州第聶伯羅區索洛内市镇内的鎮及行政中心。始建於十七世紀，面積7.84平方公里，海拔高度103米，2013年人口7,018，人口密度每平方公里895人。

## 備注
1. ↑  俄語：，羅馬化：Solyonoye